# Campionato mondiale femminile di pallamano 1978
Il campionato mondiale femminile di pallamano 1978 è stato la settima edizione del massimo torneo di pallamano per squadre nazionali femminili, organizzato dalla International Handball Federation (IHF). Il torneo si è disputato dal 30 novembre al 10 dicembre 1978 in Cecoslovacchia, negli impianti di Bratislava, Gottwaldov, Trnava e Cheb. Vi hanno preso parte dodici rappresentative nazionali. Il torneo è stato vinto per la terza volta dalla Germania Est, che in finale ha superato l'Unione Sovietica.

## Formato
Le dodici nazionali partecipanti sono state suddivise in tre gironi da quattro squadre ciascuno. Le prime due classificate accedono al girone finale per la conquista del titolo. Nel girone finale ogni squadra porta il risultato ottenuto contro la squadra contro cui ha giocato nel turno preliminare e affronta le altre quattro; la classifica finale del girone definisce la graduatoria del torneo. Le squadre classificate al terzo posto nel turno preliminare si affrontano in un girone a tre per definire i piazzamenti finali dal settimo al nono posto. Le prime quattro classificate si qualificano al torneo femminile di pallamano dei Giochi della XXII Olimpiade.

## Nazionali partecipanti
| Modalità                           | Posti | Qualificate                                           |
| ---------------------------------- | ----- | ----------------------------------------------------- |
| Nazionale del Paese ospitante      | 1     | Cecoslovacchia                                        |
| Giochi della XXI Olimpiade         | 3     | Unione Sovietica Germania Est Ungheria                |
| Torneo di qualificazione europeo   | 5     | Jugoslavia Polonia Romania Germania Ovest Paesi Bassi |
| Torneo di qualificazione asiatico  | 1     | Corea del Sud                                         |
| Giochi panafricani 1978            | 1     | Algeria                                               |
| Torneo di qualificazione americano | 1     | Canada                                                |

## Turno preliminare

### Girone A

#### Classifica
| Pos. | Squadra       | Pt | G | V | N | P | GF | GS | DR  |
| ---- | ------------- | -- | - | - | - | - | -- | -- | --- |
| 1.   | Germania Est  | 6  | 3 | 3 | 0 | 0 | 57 | 35 | +22 |
| 2.   | Jugoslavia    | 4  | 3 | 2 | 0 | 1 | 58 | 50 | +8  |
| 3.   | Romania       | 2  | 3 | 1 | 0 | 2 | 43 | 41 | +2  |
| 4.   | Corea del Sud | 0  | 3 | 0 | 0 | 3 | 45 | 77 | -32 |

#### Risultati
| Gottwaldov 30 novembre 1978, ore 17:00 | Jugoslavia | 28 – 21 (14-10) | Corea del Sud |  |

| Gottwaldov 30 novembre 1978, ore 18:30 | Germania Est | 13 – 9 (7-6) | Romania |  |

| Gottwaldov 1º dicembre 1978, ore 17:00 | Jugoslavia | 16 – 14 (8-7) | Romania |  |

| Gottwaldov 1º dicembre 1978, ore 18:30 | Germania Est | 29 – 12 (12-6) | Corea del Sud |  |

| Gottwaldov 3 dicembre 1978, ore 15:00 | Romania | 20 – 12 (11-6) | Corea del Sud |  |

| Gottwaldov 3 dicembre 1978, ore 17:15 | Germania Est | 15 – 14 (7-7) | Jugoslavia |  |

### Girone B

#### Classifica
| Pos. | Squadra          | Pt | G | V | N | P | GF | GS | DR  |
| ---- | ---------------- | -- | - | - | - | - | -- | -- | --- |
| 1.   | Cecoslovacchia   | 6  | 3 | 3 | 0 | 0 | 62 | 28 | +34 |
| 2.   | Unione Sovietica | 4  | 3 | 2 | 0 | 1 | 61 | 28 | +33 |
| 3.   | Paesi Bassi      | 2  | 3 | 1 | 0 | 2 | 51 | 52 | -1  |
| 4.   | Algeria          | 0  | 3 | 0 | 0 | 3 | 14 | 80 | -66 |

#### Risultati
| Trnava 30 novembre 1978, ore 17:00 | Cecoslovacchia | 31 – 5 (19-1) | Algeria |  |

| Trnava 30 novembre 1978, ore 18:30 | Unione Sovietica | 26 – 12 (15-7) | Paesi Bassi |  |

| Trnava 1º dicembre 1978, ore 17:00 | Cecoslovacchia | 20 – 13 (12-4) | Paesi Bassi |  |

| Trnava 1º dicembre 1978, ore 18:30 | Unione Sovietica | 23 – 5 (13-1) | Algeria |  |

| Trnava 3 dicembre 1978, ore 15:30 | Paesi Bassi | 26 – 4 (13-0) | Algeria |  |

| Trnava 3 dicembre 1978, ore 17:15 | Cecoslovacchia | 11 – 10 (5-5) | Unione Sovietica |  |

### Girone C

#### Classifica
| Pos. | Squadra        | Pt | G | V | N | P | GF | GS | DR  |
| ---- | -------------- | -- | - | - | - | - | -- | -- | --- |
| 1.   | Ungheria       | 6  | 3 | 3 | 0 | 0 | 70 | 39 | +31 |
| 2.   | Polonia        | 4  | 3 | 2 | 0 | 1 | 58 | 52 | +6  |
| 3.   | Germania Ovest | 2  | 3 | 1 | 0 | 2 | 50 | 45 | +5  |
| 4.   | Canada         | 0  | 3 | 0 | 0 | 3 | 32 | 74 | -42 |

#### Risultati
| Cheb 30 novembre 1978, ore 17:00 | Polonia | 28 – 16 (14-4) | Canada |  |

| Cheb 30 novembre 1978, ore 18:30 | Ungheria | 23 – 15 (10-5) | Germania Ovest |  |

| Cheb 1º dicembre 1978, ore 17:00 | Polonia | 16 – 15 (5-8) | Germania Ovest |  |

| Cheb 1º dicembre 1978, ore 18:30 | Ungheria | 26 – 10 (15-6) | Canada |  |

| Cheb 3 dicembre 1978, ore 15:30 | Germania Ovest | 20 – 6 (10-2) | Canada |  |

| Cheb 3 dicembre 1978, ore 17:15 | Ungheria | 21 – 14 (12-9) | Polonia |  |

## Turno principale

### Girone per il piazzamento 7º-9º posto

#### Classifica
| Pos. | Squadra        | Pt | G | V | N | P | GF | GS | DR |
| ---- | -------------- | -- | - | - | - | - | -- | -- | -- |
| 7.   | Romania        | 4  | 2 | 2 | 0 | 0 | 35 | 26 | +9 |
| 8.   | Germania Ovest | 2  | 2 | 1 | 0 | 1 | 27 | 27 | 0  |
| 9.   | Paesi Bassi    | 0  | 2 | 0 | 0 | 2 | 36 | 45 | -9 |

#### Risultati
| Bratislava 5 dicembre 1978 | Romania | 10 – 7 (6-3) | Germania Ovest |  |

| Bratislava 6 dicembre 1978, ore 14:30 | Germania Ovest | 20 – 17 (13-8) | Paesi Bassi |  |

| Bratislava 7 dicembre 1978 | Romania | 25 – 19 (14-8) | Paesi Bassi |  |

### Girone finale

#### Classifica
| Pos. | Squadra          | Pt | G | V | N | P | GF | GS  | DR  |
| ---- | ---------------- | -- | - | - | - | - | -- | --- | --- |
| 1.   | Germania Est     | 8  | 5 | 4 | 0 | 1 | 82 | 55  | +27 |
| 2.   | Unione Sovietica | 8  | 5 | 4 | 0 | 1 | 75 | 52  | +23 |
| 3.   | Ungheria         | 6  | 5 | 3 | 0 | 2 | 67 | 72  | -5  |
| 4.   | Cecoslovacchia   | 5  | 5 | 2 | 1 | 2 | 71 | 60  | +11 |
| 5.   | Jugoslavia       | 3  | 5 | 1 | 1 | 3 | 68 | 71  | -3  |
| 6.   | Polonia          | 0  | 5 | 0 | 0 | 5 | 50 | 103 | -53 |

#### Risultati
| Bratislava 5 dicembre 1978, ore 15:30 | Germania Est | 25 – 10 (11-4) | Polonia |  |

| Bratislava 5 dicembre 1978, ore 18:30 | Cecoslovacchia | 13 – 13 (8-7) | Jugoslavia |  |

| Bratislava 5 dicembre 1978, ore 20:00 | Unione Sovietica | 19 – 13 (9-5) | Ungheria |  |

| Bratislava 6 dicembre 1978, ore 16:00 | Jugoslavia | 18 – 14 (8-4) | Polonia |  |

| Bratislava 6 dicembre 1978, ore 18:30 | Ungheria | 14 – 13 (9-5) | Cecoslovacchia |  |

| Bratislava 6 dicembre 1978, ore 20:00 | Unione Sovietica | 14 – 12 (10-5) | Germania Est |  |

| Bratislava 8 dicembre 1978, ore 16:00 | Germania Est | 14 – 5 (7-2) | Ungheria |  |

| Bratislava 8 dicembre 1978, ore 18:30 | Cecoslovacchia | 22 – 7 (10-4) | Polonia |  |

| Bratislava 8 dicembre 1978, ore 20:00 | Unione Sovietica | 15 – 11 (10-5) | Jugoslavia |  |

| Bratislava 9 dicembre 1978, ore 10:30 | Ungheria | 14 – 12 (8-7) | Jugoslavia |  |

| Bratislava 9 dicembre 1978, ore 15:00 | Unione Sovietica | 17 – 5 (7-1) | Polonia |  |

| Bratislava 9 dicembre 1978, ore 16:30 | Germania Est | 16 – 12 (8-5) | Cecoslovacchia |  |

## Classifica finale
| Pos.    | Nazione          |
| ------- | ---------------- |
| Oro     | Germania Est     |
| Argento | Unione Sovietica |
| Bronzo  | Ungheria         |
| 4       | Cecoslovacchia   |
| 5       | Jugoslavia       |
| 6       | Polonia          |
| 7       | Romania          |
| 8       | Germania Ovest   |
| 9       | Paesi Bassi      |
| 10      | Corea del Sud    |
| 11      | Canada           |
| 12      | Algeria          |

|  | Qualificata ai Giochi della XXII Olimpiade |

## Statistiche

### Classifica marcatrici
Fonte:.
| Pos. | Nome               | Nazionale        | Reti | Tiri dai 7 m |
| ---- | ------------------ | ---------------- | ---- | ------------ |
| 1    | Milena Foltýnová   | Cecoslovacchia   | 41   | 18           |
| 2    | Kristina Hochmuth  | Germania Est     | 41   | 20           |
| 3    | Milenka Lukić      | Jugoslavia       | 36   | 18           |
| 4    | Hannie de Kok      | Paesi Bassi      | 32   | 11           |
| 5    | Tat'jana Kočergina | Unione Sovietica | 32   | 10           |
| 6    | Éva Csulik         | Ungheria         | 28   | 18           |
| 7    | Sigrid Berndt      | Germania Ovest   | 23   | 7            |
| 8    | Ľubica Korytárová  | Cecoslovacchia   | 22   | 2            |
| 8    | Barbara Krefft     | Polonia          | 22   | 2            |
| 10   | Svetlana Kitić     | Jugoslavia       | 22   | 3            |

## Premi individuali
Migliori 7 giocatrici del torneo.
| Ruolo            | Giocatore          |
| ---------------- | ------------------ |
| Portiere         | Natal'ja Timoškina |
| Ala sinistra     | Marion Tietz       |
| Terzino sinistro | Tat'jana Kočergina |
| Centrale         | Kristina Richter   |
| Terzino destro   | Zinaida Turčina    |
| Ala destra       | Mária Vadász       |
| Pivot            | Jana Kuťková       |